# Chrząchów
Chrząchów (prononciation [ˈxʂɔ̃xuf]) est un village dans le sud-est de la Pologne, situé entre Puławy et Lublin (pas loin de Kurów), sur la rivière Kurówka.
Il est situé dans la commune (en polonais gmina) de Końskowola et le district (en polonais powiat) puławski, qui est une subdivision administrative de la Voïvodie de Lublin.
Il se situe à environ 5 kilomètres à l'est de Końskowola (siège de la gmina), 11 kilomètres à l'est de Puławy (siège du powiat) et 37 kilomètres au nord-ouest de Lublin (capitale de la voïvodie), sur la rivière Kurówka.
Le village compte une population de 736 habitants (en 2005). On y trouve une petite église, une caserne de pompiers, la poste et deux magasins.

## Nom
D'après la légende locale, le nom de ce village viendrait des voix d'ours sauvages, mais il pourrait aussi venir :
- Du nom d'un habitant ou propriétaire local
- De buissons, arbustes (krzaki en polonais, forme krzoki dans le dialecte local)

De la légende ou de la seconde origine plausible, on peut déduire que ce village fut fondé près de la forêt.

En ancien polonais, le k et le ch était souvent interchangeables (par exemple chrzcić et krzcić = baptiser). Dans les vieux documents, le nom de ce village était écrit Krzochów.

## Histoire
Depuis sa fondation (avant 1430), il partage son histoire avec le reste de la région. Après les partitions de la Pologne en 1795, il est annexé par l'Autriche. En 1809, il rejoint le duché de Varsovie et devient partie intégrante du royaume du Congrès en 1815.
Pendant la Première Guerre mondiale, le village a été brûlé par l'armée autrichienne.
Au début de la Seconde Guerre mondiale, le 10 septembre 1939, le village a été bombardé par la Luftwaffe.
De 1975 à 1998, le village est attaché administrativement à l'ancienne voïvodie de Lublin.

Depuis 1999, il fait partie de la nouvelle voïvodie de Lublin.